# Våran pojke
Våran pojke är en svensk dramafilm från 1936 i regi av Arne Bornebusch.

## Handling
Hemma i sängkammaren hos kriminalkommissarie Holmberg och hans fru Evelina pågår ett äktenskapligt gräl. Frun säger att det är mycket inbrott och det är inget att undra på när de har detektiver som han. När hembiträdet Lisa kommer in säger fru Holmberg att han inte ens lyckats spåra den bov som är far till Lisas barn, men då säger han att det har han visst. Men han har aldrig berättat det för någon. 
Det anländer en stämningsman till blomsterhandlare Lasse Blomquist. Det gäller hans lindriga misshandel av en springpojke som förväxlade varor vid en utkörning - ett brudpar fick ett kålhuvud och en inackardoringstant en bukett rosor. Över till skådespelaren Konrad Wallander som är inackorderad och inte har betalt hyran på tre månader. Han tror sig kunna förtjäna en slant genom att uppträda som försvarsadvokat åt Lasse i rätten. Lasse finner till sin förvåning att målet gäller uteblivet barnbidrag och inte misshandel. Lisa upptäcker att det är fel man, det var inte Lasse som en gång gjort henne med barn. Det var någon annan som hon träffat i Stockholm, då hon varit ensam och bjudit en man hem till Holmbergs lägenhet då de varit borta. Han hade sagt sig ha affärer på gång och lånat pengar av henne och då gett henne ett prästbetyg [numera personbevis] i pant.
Lasse kan nu förklara varför Lisa haft hans prästbevis. Han hade haft en anställd, en viss Charlie Swenson, som stulit detta jämte en summa pengar och sedan försvunnit till, som han trott, Amerika. Han hade dock anmält stölden till polisen. Han säger till Holmberg att om han hade varit en riktig detektiv så hade han rett ut detta med prästbetyget. Lasse blir frikänd. Utanför rättssalen träffar han Lisa och fattar sympati för henne. Han undrar om han inte kan överklaga domen så att hon vinner målet.
Han fortsätter att träffa Lisa och de två blir ett par. Han blir förtjust i hennes lille son Willie och beslutar sig för att bli som en riktig far för honom. När Willi frågar så säger Lasse att han är hans riktige pappa. Lasse citerar sin skådespelarvän om att hellre säga en bra lögn än en dålig sanning. Lisa och Lasse förlovar sig och tiden går. De blir alltmer en riktig familj.
Charlie Swenson dyker nu upp och träffar Lisa. Fru Holmberg som tidigare skilt sig från sin man på grund av att hon aldrig kan sluta prata bredvid mun, observerar detta. Hon skvallrar för Lasse som blir ganska nedslagen. Charlie förklarar att han har nya affärsprojekt på gång och försöker sedan intressera Lasse för dem. Han säger att han vill göra det av omsorg av ”våran pojke”. Charlie träffar sedan specerihandlare Mattsson som bor i samma hus som Lasse. När han växlar pengar märker han att Mattsson har pengar hemma i lägenheten.
Lasse är ute och dricker med Wallander i sin sorg över allt skvaller och börjar ångra sig. Han borde förblivit ungkarl i stället som Wallander. Denne råder honom dock att inte visa sin svartsjuka, tänk på Othello säger han. Lasse sjunger ut sin sorgsna sentimentalitet alltmedan Wallander somnar.
När Lasse kommer hem igen har det uppenbart gått några dagar. Han möts av Willie som säger att mamma inte kunnat sova medan han varit borta. Matsson kommer in och säger att det varit inbrott hos honom och att det enda spår han funnit är en cigarettask av ett visst märke. Lasse känner igen cigarettasken. Lisa undrar om han är svartsjuk på Charlie men Lasse säger att man skall inte visa sådant för en kvinna.
Charlie kommer in i blomsterhandeln och ger tillbaka de pengar han en gång tagit av Lasse. Han bjuder på en cigarett och Lasse får nu bevis för att Charlie är tjuven. Charlie smiter in på lagret och Lasse följer efter och läxar upp honom. Om han ger tillbaka de pengar han stulit av Mattsson så kan han få löpa. Charlie försöker emellertid fly sin väg och de börjar slåss. När han hör Willie banka på den låsta dörren till lagret och ropa att sluta slå pappa, ångrar sig Lasse. Han ser till att Charlie lämnar ifrån sig pengarna och släpper ut honom bakvägen. Han låtsas därefter som om de fortfarande slåss. När de andra tagit sig in genom dörren hittar de bara Lasse, som låtsas ha blivit övermannad. Han omfamnar Lisa och Willie.

## Om filmen
Filmen premiärvisades 14 augusti 1936 på biograf Grand i Stockholm. Den spelades in vid Europa Studio i Sundbyberg med exteriörer från Stockholms rådhus av Harald Berglund. Som förlaga har man Norbert Garais och Richard Arvays pjäs Bouleboule gewinnt som utgavs i Wien 1935. Kommentaren i Svensk filmdatabas innehåller en felaktighet. Det är inte i hans radioapparat som "Där björkarna susa" hörs utan den framför av några gatumusikanter (dessutom framför Edvard fler sånger i filmen än vad som antyds i kommentaren).
Detta blev ett publikt bakslag för Edvard Persson efter de framgångsrika folklustspelen; framför allt de s.k. ”Larssonfilmerna”. Utflykten i den mer sentimentala borgerliga melodramen passade ganska illa för Perssons framtoning. I stället skulle han samma år få sin första, verkligt stora publikframgång i det som skulle bli hans stora typ av film, det folkliga hembygdsdramat. Söder om landsvägen som fick premiär fyra månader efter Våran pojke kom att slå alla möjliga publikrekord där den visades och överträffades under 1930-talet i sin tur endast av Kalle på Spången.

## Roller i urval
- Edvard Persson - Lars Blomquist, blomsterhandlare
- Nils Wahlbom - Adolf Holmberg, kriminalkommissarie
- Tollie Zellman - Evelin, hans hustru
- Karin Ekelund - Lisa Bergman, hembiträde
- Olle Granberg - Wilhelm, "Willie", hennes sjuårige son
- Nils Ekstam - Konrad Wallander, skådespelare
- Gösta Cederlund - Charlie Svenson, far till Willie
- Eric Gustafsson - Gustav Mattsson, specerihandlare
- Carl Browallius - domaren
- Julia Cæsar - fru Karlsson, Wallanders inackorderingstant
- Astrid Bodin - expedit på konditoriet
- Greta Zetterström - Greta, Blomquists biträde i blomsterhandeln
- Harald Svensson - stämningsman
- Helga Brofeldt - skvallertant
- Lisa Wirström - åhörare i rådhusrätten

## Musik i filmen
- Den som gräver en grop åt andra, kompositör Jules Sylvain, instrumental.
- Faites-lui mes aveux (Lilla blomma du är), kompositör Charles Gounod, fransk text 1859 Jules Barbier och Michel Carré svensk text 1862 Ernst Wallmark, sång Edvard Persson
- Där björkarna susa sin milda sommarsång (Folkvisa), kompositör Oskar Merikanto, text Viktor Sund, sång Edvard Persson
- Tantis serenad (Månstrålar klara glimma), text Arvid Ödmann, sång Edvard Persson och Nils Ekstam
- Här Rosemarie, syns blåa Nämndöfjärden, kompositör och text Evert Taube, sång Edvard Persson och Nils Ekstam
- Alpens ros (Högt på alpens isbelagda spira/Uppå alpens isbelagda spira), text Wilhelmina Hoffman, sång Edvard Persson
- Berceuse, kompositör Armas Järnefelt, text Nino Runeberg, instrumental.